# Stevenia hertingi
Stevenia hertingi är en tvåvingeart som beskrevs av Kugler 1978. Stevenia hertingi ingår i släktet Stevenia och familjen gråsuggeflugor.
Artens utbredningsområde är Israel. Inga underarter finns listade i Catalogue of Life.